# Selly Hein

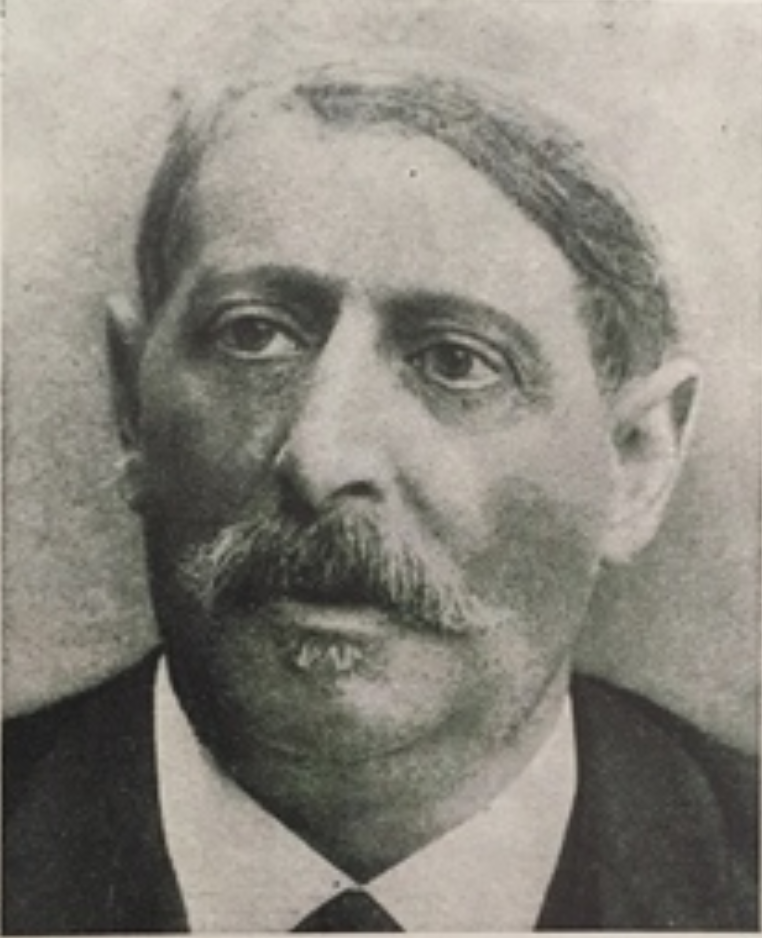
Abdruck einer Porträt-Fotografie Heins aus dem 19. Jahrhundert

Selly Hein (geboren am 16. August 1835 in Fischerhude; gestorben am 4. Juli 1900 in Hannover) war ein deutscher Kaufmann, Wollwaren-Fabrikant, Zeitschriften- und Spielkarten-Verleger und Wirtschafts-Funktionär.

## Leben
Der in der Frühzeit der Industrialisierung im Königreich Hannover geborene Selly Hein entstammte einer jüdischen Familie und durchlief in seiner Jugend eine kaufmännische Ausbildung. Diesen Stand als Kaufmann hielt ein Schein fest anlässlich Heins Atlantik-Überquerung mit dem Segeldampfer Bremen am 27. August 1858 von Bremen nach New York. Dort und in anderen amerikanischen Städten arbeitete er als Manufaktur-Verkäufer.
Nach seiner Rückreise nach Deutschland gründete Selly Hein gemeinsam mit seinem Bruder Adolph eine Weberei in Hildesheim. Dort heiratete Selly die Johanna Herzheim (geboren 11. Februar 1847 in Jeßnitz (Anhalt); gestorben 31. Januar 1923). Ebenfalls in Hildesheim wurden von 1866 bis 1878 die ersten fünf von sechs Kindern des Ehepaares geboren. Insgesamt kamen die fünf Jungen Karl, Otto, Victor, Paul und Adolf zur Welt, als viertes Kind das Mädchen Sophie.
Im Hildesheimer Adressbuch von 1869 wurde Selly Hein als „Directionsmitglied“ im Verein zur Beförderung von Handwerkern unter den Juden verzeichnet, ebenda auch die Firma Gebrüder Hein, Fabrik wollener, halbwollener und baumwollener Stuhlwaaren. Deren Produkte wurden noch 1878 auf der Allgemeinen Gewerbeausstellung der (nunmehr preußischen) Provinz Hannover gezeigt.
Ebenfalls 1878 begründete Selly Hein in Hildesheim die beiden seitdem vor allem mit Anzeigen versehenen Werbezeitschriften Der Manufakturist und Der Materialist, bevor er im Folgejahr 1879 nach Hannover übersiedelte. Im Adressbuch der Stadt Hannover von 1880 firmierte dann die S. Hein & Comp. mit Sitz in der Nordmannstraße 19 als Herausgeberin der beiden Werbeblätter, bevor diese 1883 in das Haus Prinzenstraße 5 verlegt wurde.
1886 firmierte die als Grossist auftretende Compagnie ergänzend als Verlag der Hannoverschen Monopolspielkarten. Unter dem Stichwort „Monopol“ konnten Großabnehmer über Jahre beispielsweise Probepakete zu je 10 Spielen „hochfeiner Whist-Karten“ bestellen.

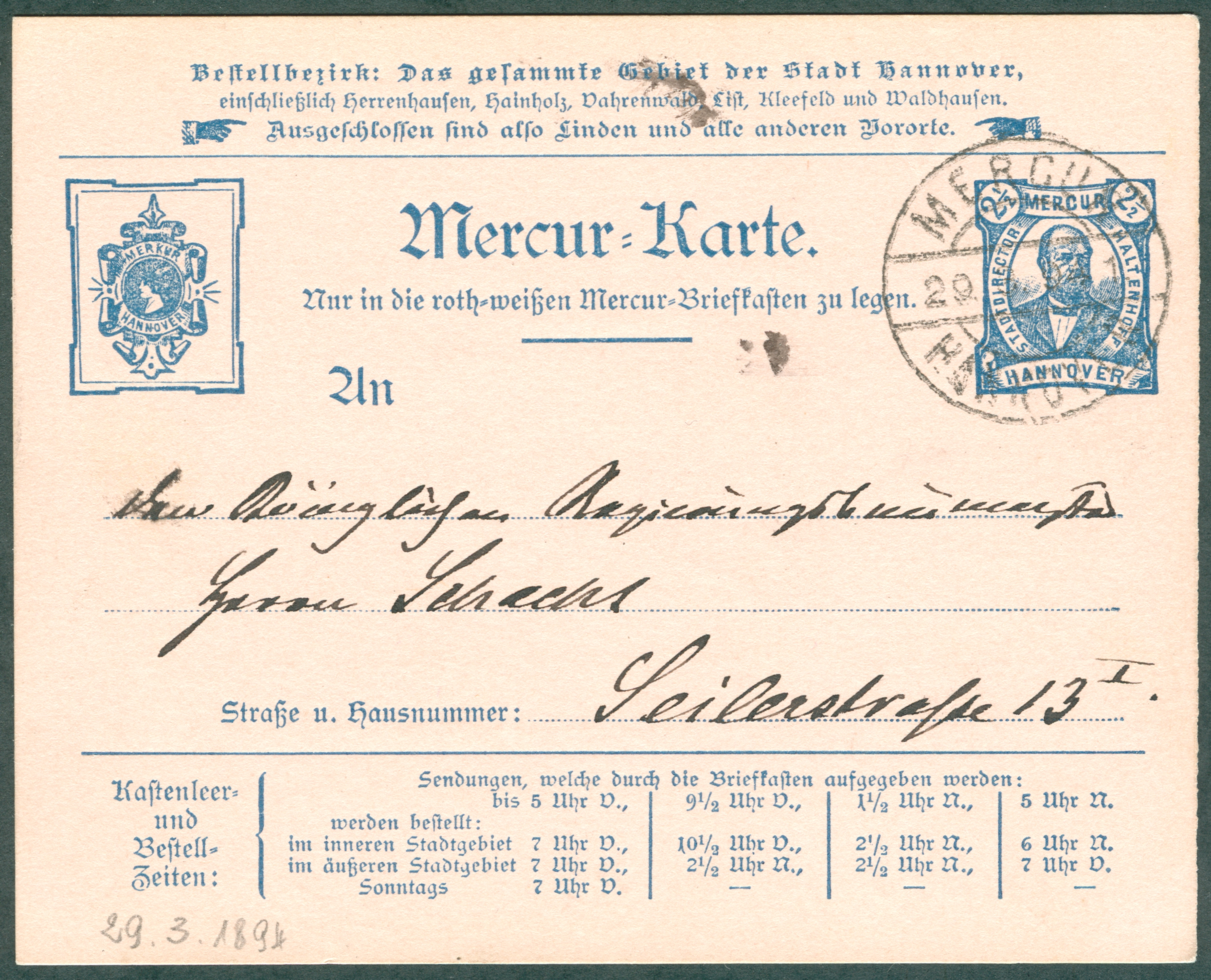
Mercur-Karte, 1894

Zusätzlich zur Herausgabe der beiden Werbeblätter gründete die S. Hein & Comp. am 2. November 1886 die „Privat-Stadtbrief-Expedition Mercur“, die bis ihrer Abwicklung aufgrund des Reichs-Postmonopols ab dem 1. April 1900 ständig steigende Umsätze verzeichnete.

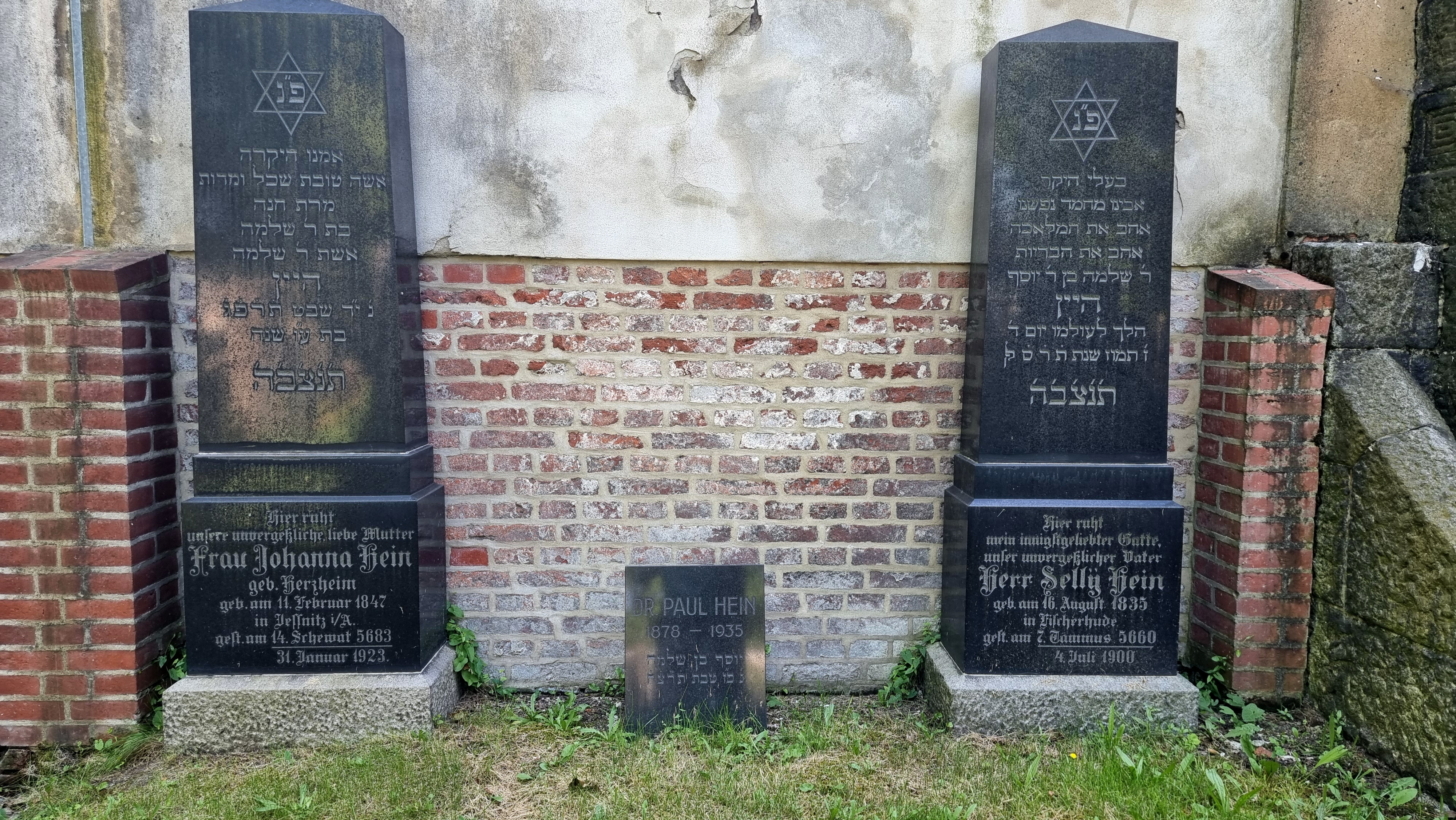
Familiengrab von Selly, Johanna und Paul Hein auf dem Jüdischen Friedhof An der Strangriede

Selly Hein war neben seinen zahlreichen Unternehmungen auch an der Gründung einer Bergwerks-Aktiengesellschaft beteiligt.  Bis in sein Todesjahr hinein blieb er stets wirtschaftlich aktiv, obwohl er in seinen letzten Lebensjahren aufgrund einer neuralgisch-rheumatischen Erkrankung auf einen Rollstuhl angewiesen war. Er starb Mitte 1900 kurz vor Erreichen seines 65. Lebensjahres in Hannover und wurde dort auf dem Jüdischen Friedhof An der Strangriede beigesetzt. Knapp ein Viertel Jahrhundert später wurde neben ihm auch seine Witwe Johanna bestattet.